# ヒルツェブルフ・リーマン・ロッホの定理
ヒルツェブルフ・リーマン・ロッホの定理(Hirzebruch–Riemann–Roch theorem)とは、1954年にフリードリッヒ・ヒルツェブルフ(Friedrich Hirzebruch)により証明された高次元の複素代数多様体に対するリーマン・ロッホの定理の一般化である。この定理のさらなる一般化としてグロタンディーク・ヒルツェブルフ・リーマン・ロッホの定理およびアティヤ＝シンガーの指数定理がある。

## ヒルツェブルフ・リーマン・ロッホの定理の内容
コンパクトな複素多様体 X 上の任意の正則ベクトルバンドル E に対し、その層係数コホモロジーの次元の交代和
{\displaystyle \chi (X,E)=\sum _{i=0}^{\dim _{\mathbb {C} }X}(-1)^{i}\dim _{\mathbb {C} }H^{i}(X,E)}
を E のオイラー数とよぶ。ヒルツェブルフの定理は、オイラー数 χ(X, E) を E のチャーン類と X のトッド類（正確には X の接ベクトル束のトッド類）から計算できるという定理である。E のチャーン指標を ch(E) とし、X のトッド類を td(X) とすると、定理は
{\displaystyle \chi (X,E)=\int _{X}\operatorname {ch} (E)\operatorname {td} (X)}
と書ける。ここで、ch(E)td(X) は X のコホモロジー環における積で、このコホモロジー類と X の基本類とのペアリングを X 上での積分として書き表した。

## リーマン・ロッホの定理
X が 1 次元の場合、すなわちリーマン面の場合、ヒルツェブルフ・リーマン・ロッホの定理から古典的なリーマン・ロッホの定理である。E を X 上の階数 1 のベクトル束（すなわち直線束）とする。E に対応して曲線上の因子 (代数幾何学) D が存在して E = O(D) となる。これのチャーン指標は 1+D となる。またトッド類は 1 + c1(T(X))/2 であり、T(X) が標準束の双対であることから、これは K を標準因子として 1 - K/2 となる。ヒルツェブルフ・リーマン・ロッホの定理から
{\displaystyle h^{0}({\mathcal {O}}(D))-h^{1}({\mathcal {O}}(D))=\deg(D-{\frac {1}{2}}K)}
となる。
しかし、h0(O(D)) は l(D) に一致し、セール双対性により h1(O(D)) = h0(O(K − D)) = l(K − D) である。さらに、K の次数は g を曲線 X 種数として 2g - 2であるため、古典的なリーマン・ロッホの定理
{\displaystyle \ell (D)-\ell (K-D)={\text{deg}}(D)+1-g}
を得る。
ベクトルバンドル V に対し、チャーン指標は rank(V) + c1(V) であるので、曲線のベクトルバンドルのヴェイユのリーマン・ロッホの定理 
{\displaystyle h^{0}(V)-h^{1}(V)=c_{1}(V)+{\text{rank}}(V)(1-g)}
を得る。

## 曲面のリーマン・ロッホの定理
X を曲面とし、D を X 上の因子として直線束 E = O(D) のオイラー数を計算する。E のチャーン指標は ch(E) = 1+ D + D2/2 である。また X のトッド類は td(X) = 1 - K/2 + (K2 + c2(X))/12 となる。ここで K は X の標準因子で c2(X) は X の接束の第2チャーン類をあらわす。このときヒルツェブルフ・リーマン・ロッホの定理は、
{\displaystyle \chi ({\mathcal {O}}(D))={\frac {1}{2}}D(D-K)+{\frac {1}{12}}(K^{2}+c_{2}(X))}
である。ここで D = 0 とすると、ネターの公式 
{\displaystyle \chi ({\mathcal {O}})={\frac {1}{12}}(K^{2}+c_{2}(X))}
を得る事ができ、上の式は
{\displaystyle \chi ({\mathcal {O}}(D))=\chi ({\mathcal {O}})+{\frac {1}{2}}D(D-K)}
と書く事もできる。